# Wapen van de keizer van Duitsland

De zwart-wit-rode rijksbanier van het Duitse Rijk steekt hoog boven het keizerlijke wapen uit.

Duitsland is eeuwenlang een keizerrijk geweest en heeft van de 11e eeuw tot aan de revolutie van 1918 ook keizerlijke wapens gekend. Deze zijn in de loop der eeuwen sterk veranderd maar vanaf de dag dat keizer Karel de Grote in het jaar een 800 een adelaar op het dak van zijn palts in Aken aanbracht was de adelaar het keizerlijk symbool bij uitstek. De Frankische heerser zal aan de adelaar van de Romeinse legioenen hebben gedacht. In 1029 verscheen een adelaar in het zegel van keizer Otto I.
In de 9e eeuw was er nog geen heraldiek. De wapens die uit deze tijd zouden stammen zijn door latere herauten postuum aan grote heersers als de Karolingen toegeschreven.
Toen de Europese heraldiek in de 11e eeuw ontstond was de Duitse keizerlijke adelaar al zo herkenbaar dat dit dier, vaak, maar niet altijd zwart op een gouden achtergrond, het wapendier van de keizers werd.

In 1140 tekende bisschop Otto van Freising de oudste bewaard gebleven heraldische adelaar met de mededeling dat het het "wapen van de keizer" zou zijn.
De adelaar in het wapen van keizer Hendrik VI was van goud maar in de beroemde "Codex Manesse" wordt een zwarte adelaar op een gouden veld afgebeeld. Keizer Frederik II en zijn opvolgers palen (combineren) daarentegen hun familiewapens met adelaars in verschillende kleuren.
Keizer Rudolf I legde in 1278 vast dat de rijksadelaar zwart, met rode snavel en nagels, zou zijn. Het schild zou van goud moeten zijn.
Keizer Sigismund nam in 1402 een adelaar met twee koppen aan. Hij volgde daarmee het Byzantijnse voorbeeld. Hij legde vast de "Rooms koning" (de nog niet gekroonde maar wel gekozen keizer) een adelaar met één kop in zijn wapen plaatst. Na de kroning in Aken of Frankfurt kreeg de adelaar twee koppen.
Lodewijk de Beier gaf de adelaar, zo blijkt uit het Donaueschinger wapenboek van 1433 een nimbus om de kop.

Bij keizer Leopold II zien we de adelaar afgebeeld met scepter en rijksappel. In deze vorm bestond de adelaar tot het Duitse rijk in 1806 werd opgeheven.
De Oostenrijkse keizer nam de oude en vertrouwde "dubbele" adelaar (met de twee koppen) op in zijn wapen. Als kroon koos hij de Rudolfinische kroon. De Duitse bond nam in 1847 een ongekroonde dubbele adelaar zonder regalia als wapendier.
De Pruisische koning was van 1870 tot 1918 keizer van Duitsland en voerde als keizer een wapen dat elementen uit het Pruisische wapen en het oude rijkswapen combineerde. Een eerste "interim" wapen  bevatte een gekroonde adelaar met één kop en het Hohenzollernwapen op de borst. De drie definitief vastgestelde wapens, er was een "klein", "middelgroot" en "groot" wapen voorzien, namen elementen uit de wapens van Pruisen zoals de wildeman als schildhouder en de keten van de Orde van de Zwarte Adelaar op. In 1889 werd de keizerskroon, een kroon die het nieuwe "tweede" rijk niet eens bezat omdat de kroon waarmee in de 18e eeuw de keizers waren gekroond in Wenen lag, opnieuw getekend. De panelen op de kroon werden nu met een kruis en twee adelaars ingevuld.
In 1918 deed keizer Wilhelm II, de laatste Duitse keizer, afstand van de troon. Zijn nakomelingen noemen zich "prinsen van Pruisen" en gebruiken vooral de heraldische emblemen van deze, in 1945 eveneens verdwenen, staat.